# Tubulina Carboxipeptidases (TCP)
Les tubulina-tirosina carboxipeptidases (TCP) són un grup d'enzims que participen en el cicle de tirosinació/destirosinació de la tubulina. Aquest cicle consisteix en l'extracció de la tirosina C-terminal de l'α-tubulina per part de la TCP i la posterior re-addició d'aquesta tirosina per part de la tubulina-tirosina ligasa (TTL). Aquesta tirosinació/destirosinació és un senyal regulador important per a la mitosi, la fisiologia neuronal i per a la mecanotransducció muscular. Consegüentment, nivells anormals de la destirosinació reversible s’han relacionat amb càncer, cardiomiopaties i desorganització neuronal.

## Història
El 1977 es considerava que havia d'existir un enzim que tingués com a funció biològica destirosinar la α-tubulina, donant lloc a α-tubulina tirosinada (Tyr-tubulina), prèvia a la destirosinació, i α-tubulina destirosinada (Glu-tubulina), que no presenta tirosina (Tyr) a l'extrem carboxílic, sinó glutamat (Glu). Aquest grup d'enzims teòrics es van anomenar tubulina carboxipeptidases (TCP). Tot i això, no s'havia aconseguit aïllar cap enzim amb aquesta funció.
El 2017, es van aïllar dos enzims ja coneguts, la vasohibina-1 (VASH1) i la vasohibina-2 (VASH2), que associats a la proteïna SVBP (de l'anglès small vasohibin binding protein), destirosinen l'α-tubulina. Per això alguns autors es refereixen als complexos enzimàtics VASH1/SVBP i VAH2/SVBP amb els termes tubulina-tirosina carboxipeptidasa 1 i 2, respectivament.

### Microtúbuls, tubulina i un enzim no identificat anomenat tubulina-tirosina carboxipeptidasa.

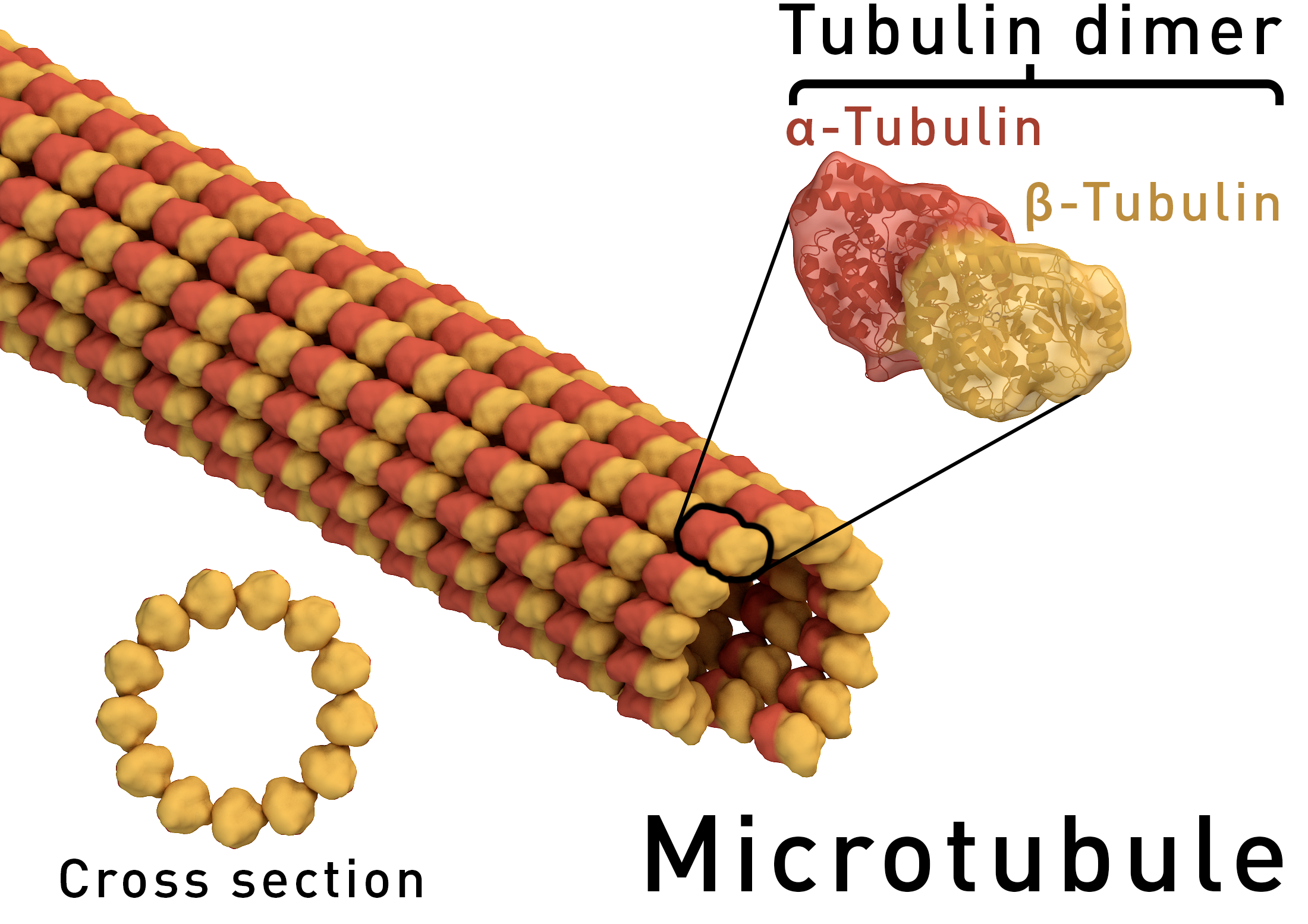
Estructura polimèrica del microtúbul: El cilindre buit està compost per dues subunitats proteiques, α-tubulina i β-tubulina, que s'associen formant heterodímers.

L'any 1966, Keith Porter va demostrar que al citoplasma de les cèl·lules existia una xarxa filamentosa de proteïnes anomenada citoesquelet (format per microfilaments, filaments intermedis i microtúbuls) que donava suport i dinamisme a la cèl·lula. Els microtúbuls són les fibres més grans (diàmetre 25 nm) i són estructures polimèriques de proteïnes tubulars en forma de cilindre buit. Cada proteïna tubular o tubulina està composta per dues subunitats proteiques, α-tubulina i β-tubulina, que s'associen formant heterodímers. Es troben diferents isòtops codificats per gens diferents tant a l'α-tubulina com a la β-tubulina. Existeixen en humans isotips de 7α-tubulina i 8β-tubulina que difereixen en la seva seqüència C-terminal i presenten especificitat tissular. Els isotips d'α-tubulina presenten un residu de tirosina al final de la seqüència C-terminal del qual manquen els isotips de β-tubulina. Els microtúbuls compleixen funcions essencials en la divisió, forma i motilitat cel·lular, posicionament d'orgànuls i transport intracel·lular. Aquestes funcions cel·lulars estan regulades per modificacions bioquímiques dels aminoàcids conegudes com a modificacions post-traduccionals de les proteïnes, que succeeixen a diferents llocs de les cèl·lules i són executades per molts enzims diferents.
A la dècada dels anys setanta, l'equip dirigit per Héctor S. Barra, de la Universitat de Córdoba (Argentina), va ser pioner a investigar la modificació post-traduccional de proteïnes com a fenomen biològic. Van descriure els mecanismes bioquímics de la tirosinació i la destirosinació i van observar que aquesta modificació s'efectuava sobre la tubulina dels microtúbuls.
El 1977, H.S. Barra i els seus col·laboradors també van demostrar que un enzim, encara no identificat, que van denominar tubulina carboxipeptidasa (TCP), feia la reacció de destirosinació de la tubulina, mentre que un altre enzim, la tubulina-tirosina ligasa (TTL), feia la reacció inversa o tirosinació. De l'enzim TTL es coneix la seva seqüència genòmica i ha estat objecte de nombrosos estudis.
La Glu-tubulina apareix en els microtúbuls estables (axonema, cossos basals, centríols, centrosoma, cilis primaris i a la regió perinuclear) i la Tyr-tubulina en els més dinàmics. El 2016, es va observar que si una Glu-tubulina que ja ha estat destirosinada perd el seu residu Glu-terminal es pot convertir en Δ2-tubullina.
A partir d'aquest moment la identificació de TCP es va convertir en l'objectiu principal de moltes investigacions arreu del món. Es volia entendre la funció fisiològica de la destirosinació de l'α-tubulina i les conseqüències de la seva inhibició. En alguns dels experiments per a estudiar els efectes i mecanismes de la seva inhibbició es va utilitzar un inhibidor de la vasohibina basat en residus de tirosina, epoY.

### Identificació de VASH-1 i VASH-2
Tot això va permetre que, després de quatre dècades d'investigació, el 2017, gràcies a un projecte internacional de col·laboració en què participaven investigadors de la CEA (Comissió Francesa d'Energia Atòmica), el CNRS (Centre Nacional Francès d'Investigació Científica), Inserm (Institut Nacional Francès de Salut i Investigació Mèdica), la Universitat de Grenoble-Alpes, la Universitat de Montpeller i la Universitat Stanford, els químics dissenyessin una petita molècula que inhibia l'activitat de la TCP. Pensaven utilitzar-la com a esquer per tal d'atrapar l'enzim.
El resultat va ser la identificació de dos enzims, vasohibina-1 i vasohibina-2 (VASH1 i VASH2), que associats a la proteïna SVBP (small vasohibin binding protein), poden causar la destirosinació de l'α-tubulina. Aquests dos enzims, VASH1 i VASH2, ja es coneixien però no s’havien relacionat amb el citoesquelet.
S'espera a arribar a modular l'activitat dels complexos VASH1/SVBP i VAH2/SVBP i comprendre el paper de la tubulina, atès que les seves modificacions postraduccionals són uns dels factors que n'afecten les propietats. La desregulació del cicle destirosinació/tirosinació, s'ha relacionat amb càncers, malalties cardiovasculars i trastorns neuronals; millorar-ne el coneixement podria permetre desenvolupar nous tractaments més específics.

## Localització
Les tubulina-tirosina carboxipeptidases (TCP), siguin la VASH1 o la VASH2, són secretades per la cèl·lula. Es troben principalment al citosol, prop del citoesquelet. No obstant això, una gran part d'aquests enzims pot ser secretada per vies no canòniques (vies UPS: unconventional protein secretion). La interacció entre la TCP i la proteïna SVBP promou aquesta secreció. També estan associades als microtúbuls dins de la cèl·lula. Les dues vasohibines es troben en gran quantitat a les cèl·lules eucariotes i la VASH 1, més abundant que la 2, es troba de forma abundant al cor, cervell i ronyó.

## Expressió
Estat de desenvolupament: aquest tipus d'enzim s'expressa en diversos òrgans embrionaris de la sisena a la dotzena setmana de desenvolupament embrionari. A partir de la setmana 20 d'aquest període de desenvolupament, es pot detectar dins dels vasos dels òrgans embrionaris i dins de les cèl·lules endotelials de vasos més amples en el nounat.

## Estructura
| Proteïna                              | Tubulina-tirosina Carboxipeptidasa 1 (VASH 1) | Tubulina-tirosina Carboxipeptidasa 2 (VASH 2) |
| ------------------------------------- | --------------------------------------------- | --------------------------------------------- |
| Localització (UCSC)                   | Chr 14: 76.761 – 76.783 Mb                    | Chr 1:21.295-21.299 Mb                        |
| Llargada cadena                       | 365 aminoàcids                                | 355 aminoàcids                                |
| Pes molecular                         | 40957 Da                                      | 40450 Da                                      |
| Representació 3D                      |                                               |                                               |
| Centres de separació (cleavage sites) | 29 - 30 76 - 77                               |                                               |
| Centres actius (active sites)         |                                               | 158 193 210                                   |

### Estructura primària
VASH1 (o tubulinyl-Tyr carboxipeptidasa 1): té una cadena de 365 aminoàcids.
"MPGGKKVAGGGSSGATPTSAAATAPSGVRRLETSEGTSAQRDEEPEEEGEEDLRDGGVPFFVNRGGLPVDEATWERMWKHVAKIHPDGEKVAQRIRGATDLPKIPIPSVPTFQPSTPVPERLEAVQRYIRELQYNHTGTQFFEIKKSRPLTGLMDLAKEMTKEALPIKCLEAVILGIYLTNSMPTLERFPISFKTYFSGNYFRHIVLGVNFAGRYGALGMSRREDLMYKPPAFRTLSELVLDFEAAYGRCWHVLKKVKLGQSVSHDPHSVEQIEWKHSVLDVERLGRDDFRKELERHARDMRLKIGKGTGPPSPTKDRKKDVSSPQRAQSSPHRRNSRSERRPSGDKKTSEPKAMPDLNGYQIRV"
VASH2 (o tubulinyl-Tyr carboxipeptidasa 2): té una cadena de 355 aminoàcids.
"MTGSAADTHRCPHPKGAKGTRSRSSHARPVSLATSGGSEEEDKDGGVLFHVNKSGFPIDSHTWERMWMHVAKVHPKGGEMVGAIRNAAFLAKPSIPQVPNYRLSMTIPDWLQAIQNYMKTLQYNHTGTQFFEIRKMRPLSGLMETAKEMTRESLPIKCLEAVILGIYLTNGQPSIERFPISFKTYFSGNYFHHVVLGIYCNGRYGSLGMSRRAELMDKPLTFRTLSDLIFDFEDSYKKYLHTVKKVKIGLYVPHEPHSFQPIEWKQLVLNVSKMLRADIRKELEKYARDMRMKILKPASAHSPTQVRSRGKSLSPRRRQASPPRRLGRREKSPALPEKKVADLSTLNEVGYQIRI"
- VASH2 té una homologia del 52.5% de la seqüència d'aminoàcids si es compara amb la de VASH1.[15]

### Estructura secundària

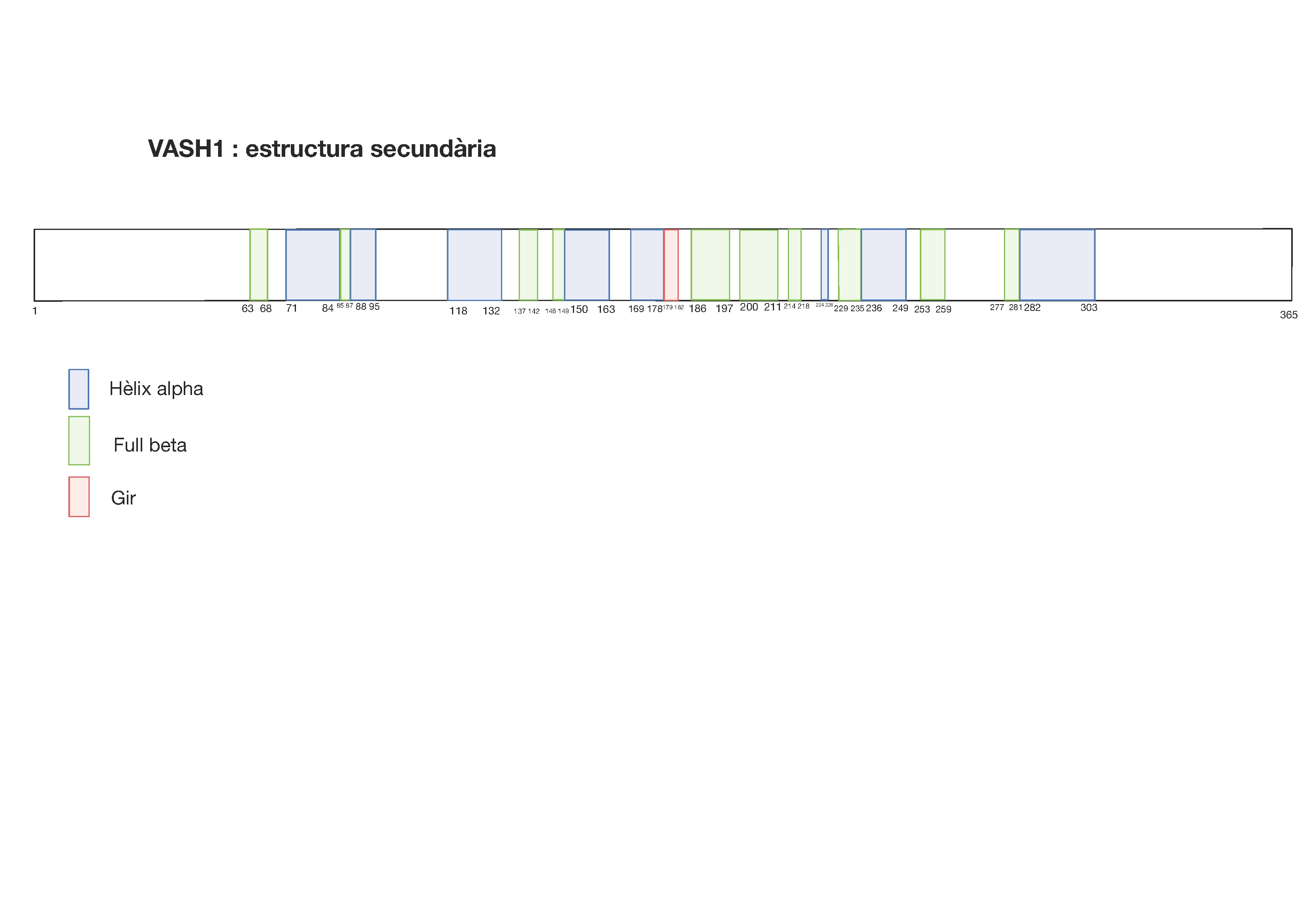
Estructura secundària Tubulinyl-Tyr Carboxipeptidasa 1

L'estructura secundària correspon a l'estructura tridimensional regular de segments locals. Existeixen majoritàriament dues estructures molt estables a les proteïnes: hèlix α i full o làmina β. Es troben aquestes mateixes estructures en les tubulina-tirosina carboxipeptidases.
En la tubulina-tirosina carboxipeptidasa 1, hi ha 8 hèlixs α, 10 fulls β i un gir (veure figura 1).

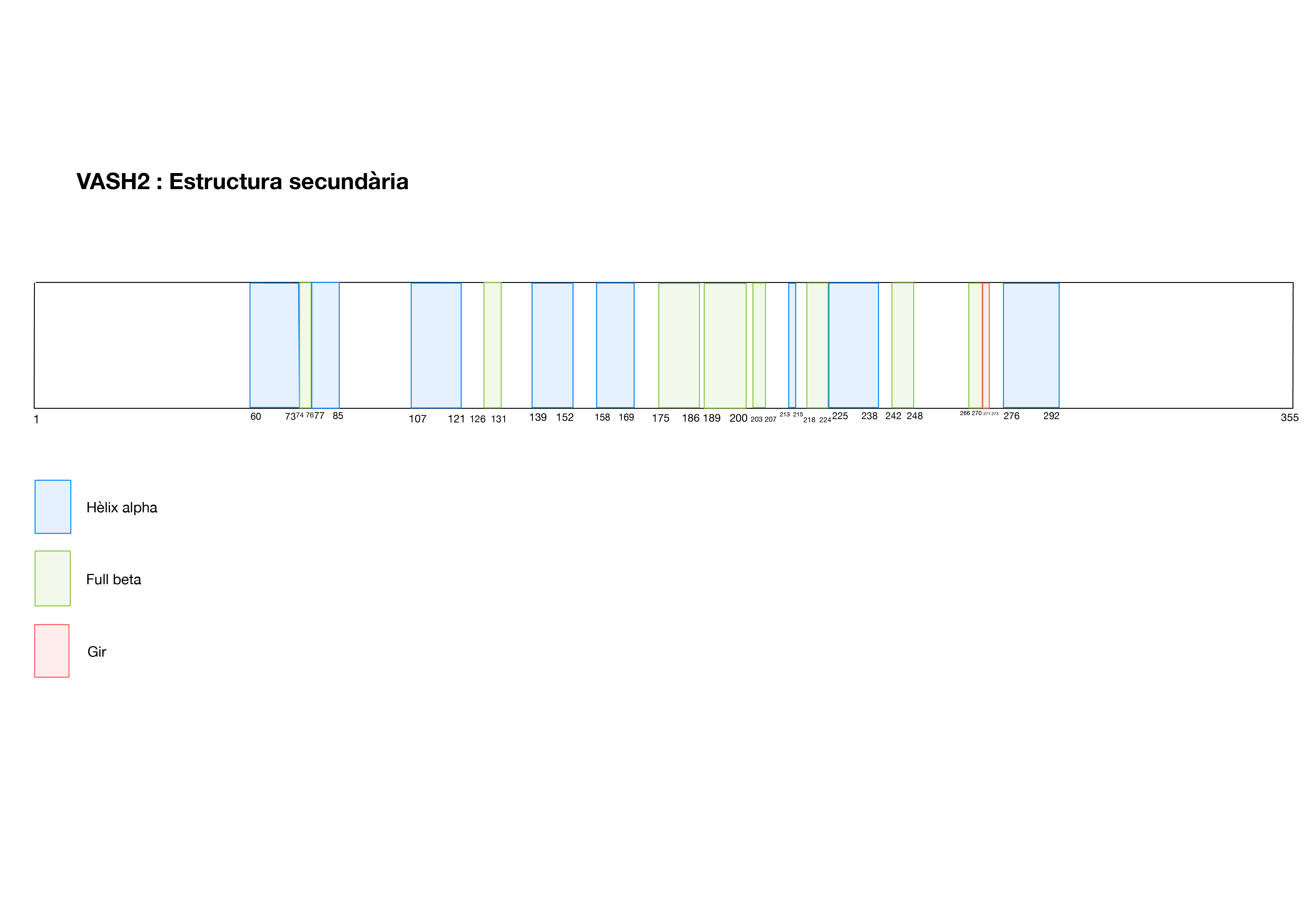
Estructura secundària Tubulinyl-Tyr Carboxipeptidasa 2

En la tubulina-tirosina carboxipeptidasa 2, hi ha 8 hèlixs α, 8 fulls β i un gir (veure figura 2). 

### Estructura terciària i quaternària[20]
Els enzims TCP que es coneixen fins ara tenen l'estructura d'un complex heterodímer estable entre VASH 1 o VASH 2 i SVBP (small vasohibin-binding protein). Per a dur a terme els estudis d'aquestes proteïnes es van examinar les estructures completes de VASH 1 i VASH 2 humanes a partir del mètode de cristal·lització. També es va estudiar l'estructura del que es va preveure que era el domini principal de cadascun dels enzims (V1c i V2c). Aquests estudis van demostrar que els aminoàcids visibles en les formes completes i en V1c i V2c tenien un alt grau de conservació estructural. També es van fer estudis experimentals amb cèl·lules HEK293T que van demostrar que l'activitat enzimàtica de V2c–SVBP i V2–SVBP era molt semblant i que, per tant, les regions no incloses en l'estructura V2c eren poc importans per a la funció de l'enzim. A causa d'aquestes semblances entre VASH 1, VASH 2 i V2c–SVBP, els experiments posteriors es van fer únicament amb el complex V2c–SVBP.

#### Interacció VASH 2 i SVBP
L'enzim VASH 2 té una estructura composta per dos dominis, el C-terminal i el N-terminal. El domini N-terminal és helicoidal i envolta l'hèlix C-terminal del SVBP. El domini C-terminal de VASH 2 està conformat per una làmina beta antiparal·lela al centre amb dos subdominis helicoidals als costats, on es troba el residu catalític de cisteïna. Els dominis C i N-terminal s’empaqueten mitjançant el SVBP, que es troba entre els dos dominis. Entre els dominis C i N-terminal de VASH 2 i SVBP es donen interaccions hidrofòbiques i enllaços d'hidrogen, que estabilitzen la interacció.

#### Interacció complex VASH 2-SVBP i l'α-tubulina
El centre actiu o zona activa de VASH 2 és una zona de la proteïna que està carregada positivament i interacciona amb la cadena C-terminal de l'α-tubulina, carregada negativament. El centre actiu està format pels residus d'aminoàcids K157, R211, Y123, C158, S210, L215, H193 i K135. Aquests aminoàcids són claus per a la funció de destirosinació de l'α-tubulina, però la tríada de residus catalítics la formen els aminoàcids C158, H193 i L215. Els aminoàcids de l'α-tubulina que formen enllaços amb VASH 2 són els més propers a l'extrem C-terminal: Y451, C450, E449, G448 i E447. Entre els aminoàcids de l'enzim i el substrat es donen els enllaços següents: pont salí i/o pont d'hidrogen. També es dona un enllaç disulfur en el residu catalític C158 amb l'α-tubulina.
Per a dur a terme els experiments es va substituir el glutamat de la posició 450 per cisteïna, ja que això facilitava la cristal·lització de la proteïna per a estudiar-ne l'estructura. A més, per a estudiar la unió de substrat i enzim es va utilitzar l'inhibidor epoY, que s'uneix al mateix centre actiu que la tubulina, tractant-se d'una unió competitiva. Aquests estudis experimentals van demostrar que en el moment de la unió tenien lloc una mínima reorganització d'alguns residus de l'enzim per acomodar el substrat.

## SVBP (smallvasohibin-binding protein)
La SVBP és una proteïna d'unió que té una funció estrictament lligada amb les vashohibines; principalment actua augmentant el seu rendiment. Es pot trobar en el citoesquelet i en el citosol i pot ser secretada. Participa en processos biològics molt importants per a la cèl·lula com la mitosi, el desenvolupament dels axons neuronals, la regulació negativa de la migració de cèl·lules endotelials i de la ubiqüitinació de proteïnes, la secreció de proteïnes, la proteòlisi i la regulació de l'activitat de la metalopeptidasa. També s'ha observat que millora la solubilitat i la secreció de VASH1 i VASH2.
La SVBP és una proteïna petita (66 aminoàcids). Té un pes molecular de 7,8kDa. La seva estructura primària és la següent:
"MDPPARKEKT KVKESVSRVE KAKQKSAQQE LKQRQRAEIY ALNRVMTELEQQQFDEFCKQ MQPPGE"
Té una estructura secundària en forma d'hèlix alfa. En té dues en la seva estructura: la primera hèlix alfa de l'aminoàcid 19 al 23, i la segona de l'aminoàcid 27 al 59. Com el seu nom indica, és imprescindible per a la unió entre els dos dominis de la vashohibina.
Mutacions en aquesta proteïna s'han vist relacionades amb patologies com el trastorn del neurodesenvolupament amb atàxia, la hipotonia i la microcefàlia. Determinades mutacions s'han vist directament relacionades amb la reducció de l'activitat de VASH 1 i/o 2, però algunes no han causat cap efecte significatiu. El gen que codifica la proteïna es troba en el cromosoma 1.

## Cinètica

### VASH 1
Kcat = 44.5 min−1 per l'extrem C-terminal de l'α-tubulina.
KM = 7.9 μM per l'extrem C-terminal de l'α-tubulina.

## Funcionament

### La destirosinació
La destirosinació és una forma de modificació post-traduccional que es dona en l'α-tubulina. Les carboxipeptidases VASH 1 i VASH 2 són, com moltes altres, proteases, ja que trenquen un enllaç peptídic en dur a terme la destirosinació. L'α-tubulina presenta una tirosina a l'extrem C-terminal precedida per dos glutamats. La funció de les tubulina-tirosina carboxipeptidases (TCP) consisteix en l'eliminació de la tirosina C-terminal per a exposar un glutamat al nou C-terminal acabat de formar. Els polímers de tubulina, anomenats microtúbuls, que contenen α-tubulina destirosinada generalment es denominen Glu-microtúbuls, mentre que els polímers no modificats es denominen Tyr-microtúbuls.

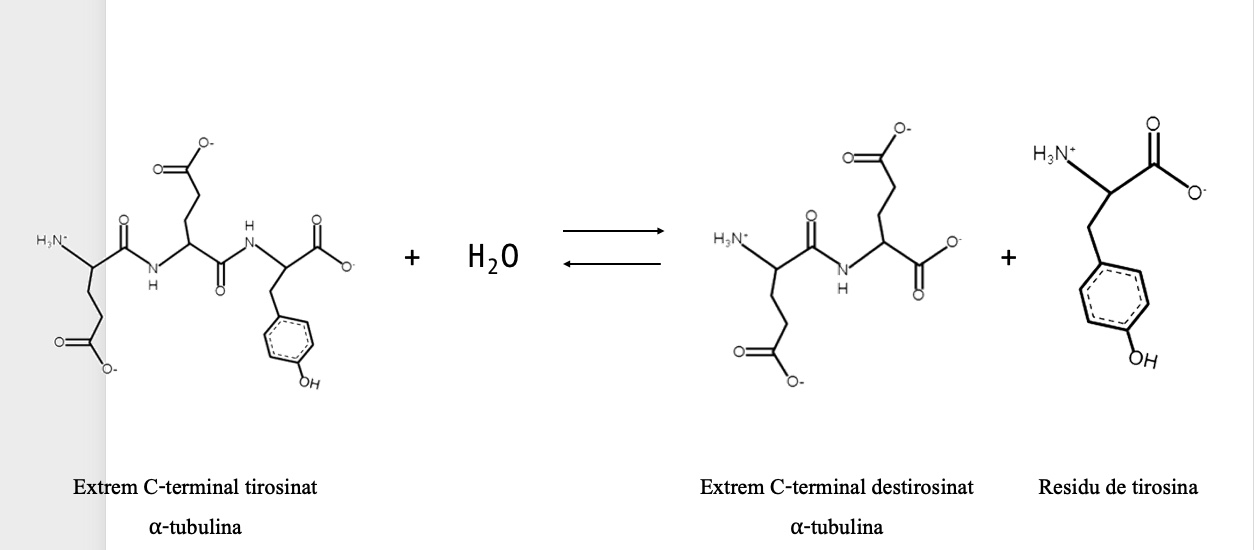
Destirosinació de l'extrem C-terminal de l'α-tubulina: A l'esquerra es veu l'extrem C-terminal de l'α-tubulina tirosinada i a la dreta es veu la molècula destirosinda i el residu de tirosina després de l'acció de les TCP. La funció de les TTL equival a la reacció inversa, ja que aquestes formen enllaços peptídics. Aquesta reacció és, per tant, irreversible. (Estructura proteica realitzada amb l'eina PepDraw)

Les TCP que escindeixen la tirosina terminal són dues proteases anomenades vashohibines (VASH1 / VASH2), en complex amb una petita proteïna SVBP que actua com a xaperona estabilitzadora. L'activitat de les vashoibines s’ha vist reduïda en eliminar les SVBP, per tant, la unió de les dues proteïnes és imprescindible per al correcte funcionament del cicle de la tubulina. Dins del grup d'enzims de les carboxipeptidases hi ha algunes que mostren més afinitat per l'extrem C-terminal i algunes que en mostren més per l'N-terminal. La peptidasa VASH 1 té una total especificitat per a les tirosines terminals de la tubulina, ja que no destirosina altres proteïnes amb tirosina terminal, a diferència de la VASH 2, que sí que ho fa.
L'activitat destirosinant de les TCP es va identificar per primera vegada a finals de la dècada de 1970. És un enzim d'acció lenta que utilitza polímers de tubulina estabilitzats com a substrat. La destirosinació de tubulina és revertida per la tubulina tirosina ligasa (TTL), que actua només sobre el monòmer d'α-tubulina. Atès que la majoria dels microtúbuls són molt dinàmics, no contenen molta tubulina destirosinada.

### Activació i desactivació de l'angiogènesi
La VASH 1 actua com a inhibidor de l'angiogènesi impedint la migració, proliferació i creació de xarxes a les cèl·lules endotelials. S'ha vist que aquesta inhibició no afecta les cèl·lules de la musculatura llisa ni dels fibroblasts, motiu pel qual es tracta d'una inhibició selectiva per a les cèl·lules endotelials.
La VASH 2 actua com a activador de l'angiogènesi, ja que s'expressa en cèl·lules mononuclears en la zona promotora de l'angiogènesi.

## Interès clínic

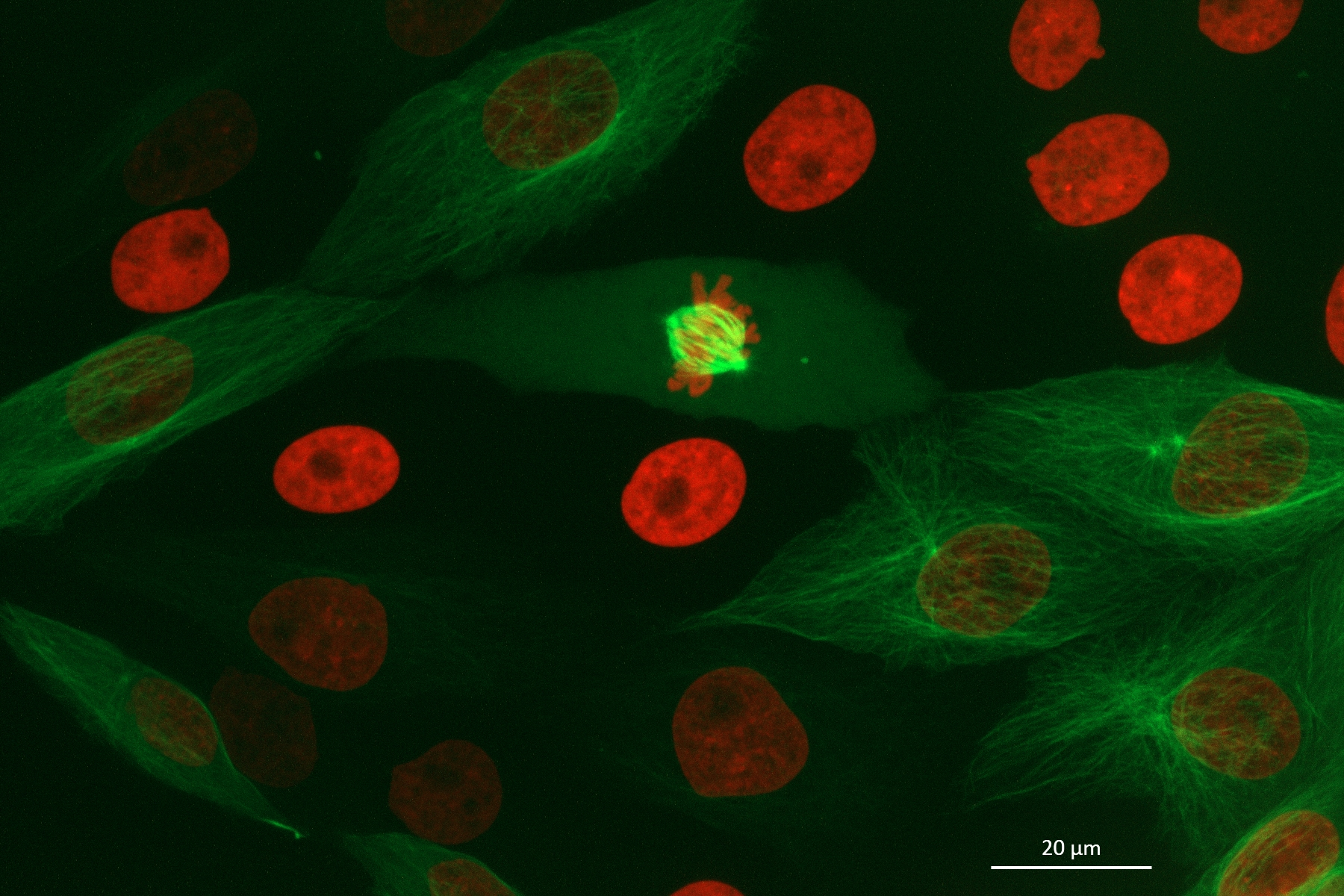
Cèl·lules LLC-PK1 en mitosi: La destirosinació dels microtúbuls regula la longitud i posició del fus mitòtic i la segregació cromosòmica.

La des/tirosinació de l'α-tubulina és un senyal regulador que participa en la divisió cel·lular (particulament en la mitosi) i estabilització microtubular (cosa que modul·la la fisiologia neuronal i la mecanotransducció muscular). En la mitosi, aquesta destirosinació dels microtúbuls regula la longitud i posició del fus mitòtic així com la segregació cromosòmica. També regula la despolimerasa dels microtúbuls de cinesina MCAK26 i motors de cinesina específics, encarregats de controlar el trànsit i el desenvolupament intracel·lular de les neurones. En conseqüència, nivells anormals de tirosinació s'associen amb l'aparició d'anomalies al cicle cel·lular, tumors agressius, desorganització neuronal, insuficiència cardíaca i cardiomiopaties.

### Progressió tumoral
La destirosinació de la tubulina, com a resultat de la supressió de la tubulina tirosina ligasa (TTL) i l'activitat desequilibrada de la tubulina-tirosina carboxipeptidasa (TCP), representa un fort avantatge selectiu per a les cèl·lules canceroses. En models de ratolí s’ha demostrat que la tubulina destirosinada s'acumula a les cèl·lules canceroses durant la progressió tumoral. Altres estudis han demostrat que la destirosinació de la tubulina és un fet freqüent en el càncer de mama, fàcil de detectar i estretament relacionat amb l'agressivitat del tumor.
Altres estudis suggereixen que el cicle desregulat de tirosinació/destirosinació de la tubulina (causat per la disminució de l'expressió de TTL) s'associa amb la inhibició de la diferenciació neuronal i l'augment del creixement cel·lular en els neuroblastomes primaris amb mal pronòstic. S'ha vist que el patró de modificació de la tubulina canvia al llarg del cicle cel·lular, durant la diferenciació cel·lular, en els processos tumorals i en la degeneració neuronal. El grau de modificacions de la tubulina pot ser regulat en múltiples nivells, inclosa l'expressió i activitat dels enzims modificadors, la regulació de la localització i l'equilibri entre elles. Per exemple, s'ha vist que la destirosinació anormalment massiva s'observa en diversos tipus de càncers severs i en malalties cardíaques. Tot això obre un ventall de diferents possibilitats en el plantejament de la recerca de nous fàrmacs.

#### Efectes antitumorals
Diversos estudis han demostrat que les vasohibines tenen efectes antitumorals.
La vasohibina-1 (VASH1) es produeix com a resposta a estímuls angiogènics, com la hipòxia en algunes ocasions. El seu mecanisme d'acció es basa a inhibir l'angiogènesi de cèl·lules endotelials en l'entorn tumoral de manera autocrina, en exercir la seva activitat sobre la mateixa cèl·lula que l'ha secretat. Podria, per tant, suprimir el creixement d'alguns tumors malignes en què es produeix l'angiogènesi i, en conseqüència, podria utilitzar-se com a teràpia dirigida per a pacients amb càncer. Tot i això, cal una major investigació per poder ser administrada. A més, inhibeix la proliferació cel·lular, atura el cicle cel·lular en la fase G0/G1 i promou l'apoptosi cel·lular.
La vasohibina-2 (VASH2) promou l'angiogènesi en modular els inductors de la vasohibina-1, i s'expressa en cèl·lules mononuclears. Els resultats d'estudis in vivo han mostrat que la VASH-1 es pot detectar en diversos càncers, com són el de mama, pulmó, còlon, càncers ginecològics, gàstrics i el carcinoma hepatocel·lular. Té relació amb els graus histològics, amb invasions, característiques clíniques, metàstasi i amb la difusió en cavitats abdominals.

### Trastorns neuronals
Per a estudiar la importància del cicle de tirosinació en models animals, es van generar ratolins incapaços d'expressar TTL (tubulina tirosina ligasa), i per conseqüència, de dur a terme la tirosinació de l'α-tubulina. Aquests ratolins morien poc després de néixer, aparentment a causa de la desorganització de les xarxes neuronals, cosa que indica un paper vital de la tirosinació per al control de l'organització neuronal. A més, les neurones cultivades (incapaces d'expressar TTL) mostraven certes anomalies morfofisiològiques com creixement accelerat i impredectible de les neurites i diferenciació axonal prematura.
La malaltia d'Alzheimer i la demència vascular tenen diferent etiologia, però en ambdues la pèrdua neuronal s'associa amb la desestabilització dels microtúbuls. La neurodegeneració es relaciona amb l'acetilació, la destirosinació i la poliglutamilació. Durant la destirosinació, si s'eliminen residus de glutamat C-terminal addicionals de la seqüència de tubulina, la retirosinació no és possible. Es creu que la causa és que la Δ2-tubulina bloqueja la tubulina en estat no tirosinable. Els enzims que catalitzen aquestes reaccions pertanyen a la família de les carboxipeptidases. A més, un estudi post mortem va mostrar augmentats els nivells de la δ2-tubulina glutamilada en l'hipocamp de pacients amb aquestes malalties.
Alguns científics esperen que modulant l'eficiència de la TCP i millorant els coneixements del cicle de destirosinació/tirosinació, es podrà lluitar millor contra certs tipus de càncers i ampliar coneixements sobre les funcions cerebrals i cardíaques. De fet, ja s'han fet alguns experiments d'alteració de les neurones a partir d'una reducció de l'expressió dels enzims TCP (VASH/SVBP). En aquests experiments es compara una neurona control amb neurones en les quals s'ha reduït l'expressió de VASH1 i VASH2, i amb neurones en les quals s'ha reduït l'expressió de SVBP. Les neurones que tenen menys enzims presenten un retard de desenvolupament i anomalies morfològiques.

### Malalties cardiovasculars: insuficiència cardíaca icardiomiopaties

#### La destirosinació dels microtúbuls regula la mecanotransducció cardíaca
Recentment s'ha observat que els microtúbuls efectuen funcions estructurals i de senyalització en el miòcit cardíac. Els microtúbuls poden facilitar la transmissió ràpida de senyals mecànics als efectors intracel·lulars, un procés anomenat mecanotransducció. Per altra banda, una xarxa de microtúbuls proliferada proporciona una resistència mecànica a la contracció cardíaca en determinats estats de malaltia.

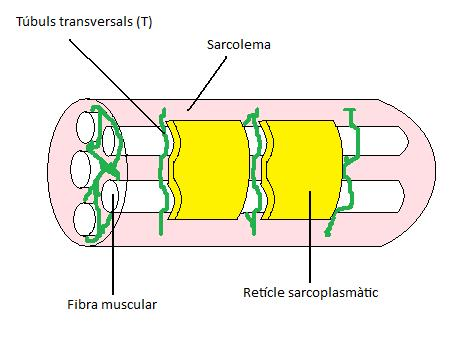
Representació d'un miòcit: Quan el miòcit es contrau actuen els sarcòmers, que interaccionen amb la xarxa microtubular. Aquesta interacció depèn de la destirosinació.

L'evidència recent suggereix que la modificació postraduccional de la xarxa de microtúbuls, específicament la "destirosinació", regula la mecanotransducció cardíaca. Durant la contracció, els microtúbuls han d'adaptar-se als canvis conformacionals del miòcit. Un miòcit típic varia entre dues conformacions: la configuració de sivella sinusoidal (conformació escurçada) i la configuració de repòs a la qual torna després de cada batec. En la conformació de sivella actuen unes contràctils repetides del cardiomiòcit conegudes com a sarcòmers, proteïnes riques en actina i miosina, que interaccionen amb la xarxa microtubular.
L'enllaç físic entre els microtúbuls i el sarcòmer depèn en gran part de la destirosinació. En els miòcits on es va suprimir la destirosinació, els microtúbuls sovint s'acomodaven a la contracció lliscant els uns contra els altres en lloc de deformar-se a mesura que el sarcòmer s'escurçava. La interrupció de la interacció microtúbul-sarcòmer va permetre que el sarcòmer s'escurcés més i més ràpidament, així com una disminució de la rigidesa general. Per contra, la promoció de la destirosinació va ser suficient per augmentar la rigidesa del miòcit i impedir-ne la contracció. De manera consistent, les dades clíniques han mostrat una correlació directa entre l'excés de destirosinació i el declivi funcional en pacients amb miocardiopatia hipertròfica.
Així, els microtúbuls poden proporcionar resistència mecànica al miòcit a través de les interaccions amb el sarcòmer, formant elements de molla de càrrega en paral·lel amb l'aparell contràctil. Aquestes interaccions estan mediades per una associació dependent de la destirosinació (que regula la rigidesa i la contractilitat dels miòcits). L'excés de destirosinació afavoreix la interacció entre els microtúbuls i el sarcòmer, la qual cosa augmenta la resistència a la contracció i pot contribuir a reduir la funció cardíaca en determinats estats de malaltia.
Per tot l'anterior, se sap que el complex enzimàtic VASH1-SVBP es troba actiu en els cardiomiòcits. S'ha comprovat que la destirosinació postraduccional de la tubulina en excés provoca rigidesa i altera la contractilitat dels cardiomiòcits. Els microtúbuls destirosinats endureixen els cardiomiòcits, fet que dificulta la relaxació diastòlica. S'ha demostrat que la inhibició genètica de VASH1 o l'activació de TTL és suficient per a reduir la rigidesa i afavorir la relaxació dels cardiomiòcits humans defectuosos, amb independència dels canvis en el cicle del calci. D'aquesta manera s'aconsegueix millorar la contractilitat en la insuficiència cardíaca, on és característica l'alteració de la relaxació miocardíaca. L'estudi del complex VASH1/SVBP i el de la destirosinació en el cardiomiòcit poden ser de gran importància, ja que tenen possibles aplicacions terapèutiques en casos d'insuficiència cardíaca i en la disfunció diastòlica.

## Identificadors
|                   | VASH 1 (Homo sapiens)    | VASH2 (Homo sapiens)     |
| Identificadors    |                          |                          |
| Uniprot           | Q7L8A9                   | Q86V25                   |
| PDB               | DOI: 10.2210/pdb6J7B/pdb | DOI: 10.2210/pdb6QBY/pdb |
| RefSeq (mRNA)     | NM_014909                | NM_024749.5              |
| RefSeq (proteïna) | NP_055724                | NP_079025.2              |